# Lista över låtar av Slipknot
Det här är en lista över låtar av Slipknot. Slipknot är ett amerikanskt heavy metal-band från Des Moines, Iowa, bildat 1995 av slagverkaren Shawn Crahan och basisten Paul Gray. Med fyra studioalbum och två demoalbum, har bandet producerat över 90 låtar (som spelats in i studio). 15 av låtarna släpptes som singlar.
Följande är en lista över samtliga låtar av Slipknot. Den innehåller inte låtar som gavs ut som live-spår. Totalt sett innehåller listan 94 låtar. 
| Titel                                          | År         | Album                                          | Kompositör | Vokalist(er)                  | Listplacering UK | ListplaceringUS 200 | Anteckningar |
| ---------------------------------------------- | ---------- | ---------------------------------------------- | ---------- | ----------------------------- | ---------------- | ------------------- | --- |
| "742617000027"                                 | 1999       | Slipknot                                       | Slipknot   | N/A                           | —                | —                   | |
| "(515)"                                        | 2001       | Iowa                                           | Slipknot   | Sid Wilson                    | —                | —                   | |
| ".execute."                                    | 2008       | All Hope Is Gone                               | Slipknot   | Corey Taylor                  | —                | —                   | |
| "'Til We Die"                                  | 2008       | All Hope Is Gone                               | Slipknot   | Corey Taylor                  | —                | —                   | |
| "(sic)"                                        | 1999       | Slipknot                                       | Slipknot   | Corey Taylor                  | —                | —                   | |
| "(sic) [Molt-injected mix]"                    | 2000       | Wait and Bleed                                 | Slipknot   | Corey Taylor                  | —                | —                   | |
| "All Hope Is Gone"                             | 2008       | All Hope Is Gone                               | Slipknot   | Corey Taylor                  | 98               | —                   | Utgiven som digital singel 2008                                                                                                 |
| "Before I Forget"                              | 2004       | Vol. 3: (The Subliminal Verses)                | Slipknot   | Corey Taylor                  | 35               | 11                  | Utgiven som singel in 2005 |
| "Before I Forget (single version)"             | 2005       | Before I Forget                                | Slipknot   | Corey Taylor                  | —                | —                   | |
| "Before I Forget (Full-length single version)" | 2005       | Before I Forget                                | Slipknot   | Corey Taylor                  | —                | —                   | |
| "Before I Forget [Molt-injected mix]"          | 2005       | The Nameless                                   | Slipknot   | Corey Taylor                  | —                | —                   | |
| "The Blister Exists"                           | 2004       | Vol. 3: (The Subliminal Verses)                | Slipknot   | Corey Taylor                  | —                | —                   | Utgiven som singel 2007 |
| "Butcher's Hook"                               | 2008       | All Hope Is Gone                               | Slipknot   | Corey Taylor                  | —                | —                   | |
| "Child of Burning Time"                        | 2008       | All Hope Is Gone                               | Slipknot   | Corey Taylor                  | —                | —                   | |
| "Circle"                                       | 2005       | Vol. 3: (The Subliminal Verses)                | Slipknot   | Corey Taylor                  | —                | —                   | |
| "Confessions"                                  | 1996       | Mate. Feed. Kill. Repeat.                      | Slipknot   | Anders Colsefni               | —                | —                   | |
| "Danger, Keep Away"                            | 2004       | Vol. 3: (The Subliminal Verses)                | Slipknot   | Corey Taylor                  | —                | —                   | |
| "Danger, Keep Away (Full-Length Version)"      | 2005       | Duality                                        | Slipknot   | Corey Taylor                  | —                | —                   | |
| "Dead Memories"                                | 2008       | All Hope Is Gone                               | Slipknot   | Corey Taylor                  | —                | 3                   | |
| "Dead Memories (Chris Lord-Alge Mix)"          | 2009       | Dead Memories                                  | Slipknot   | Corey Taylor                  | —                | —                   | Utgiven som singel 2009 |
| "Despise"                                      | 1998       | Slipknot (Demo)                                | Slipknot   | Corey Taylor                  | —                | —                   | |
| "Disasterpiece"                                | 2001       | Iowa                                           | Slipknot   | Corey Taylor                  | —                | —                   | |
| "Diluted"                                      | 1999       | Slipknot                                       | Slipknot   | Corey Taylor                  | —                | —                   | |
| "Do Nothing/Bitchslap"                         | 1996       | Mate. Feed. Kill. Repeat.                      | Slipknot   | Anders Colsefni               | —                | —                   | |
| "Dogfish Rising"                               | 1996       | Mate. Feed. Kill. Repeat.                      | Slipknot   | Anders Colsefni               | —                | —                   | Dolt spår |
| "Don't Get Close"                              | 2005       | Vol. 3: (The Subliminal Verses) Deluxe Edition | Slipknot   | Corey Taylor                  | —                | —                   | |
| "Don't Get Close (rough mix)"                  | 2005       | Duality                                        | Slipknot   | Corey Taylor                  | —                | —                   | |
| "Duality"                                      | 2004       | Vol. 3: (The Subliminal Verses)                | Slipknot   | Corey Taylor                  | 15               | 5                   | Utgiven som singel 2004 |
| "Eeyore"                                       | 1999       | Slipknot                                       | Slipknot   | Corey Taylor                  | —                | —                   | Dolt spår |
| "Everything Ends"                              | 2001       | Iowa                                           | Slipknot   | Corey Taylor                  | —                | —                   | |
| "Eyeless"                                      | 1999       | Slipknot                                       | Slipknot   | Corey Taylor                  | —                | —                   | |
| "Frail Limb Nursery"                           | 1999       | Slipknot                                       | Slipknot   | Corey Taylor                  | —                | —                   | Borttagen från den första utgåvan av Slipknot p.g.a. upphovsrättsintrång.                                                       |
| "Gehenna"                                      | 2008       | All Hope Is Gone                               | Slipknot   | Corey Taylor                  | —                | —                   | |
| "Get This"                                     | 1999       | Slipknot                                       | Slipknot   | Corey Taylor                  | —                | —                   | Bonusspår på digipack-versionen                                                                                                 |
| "Gently"                                       | 1996, 2001 | Mate. Feed. Kill. Repeat., Iowa                | Slipknot   | Anders Colsefni, Corey Taylor | —                | —                   | |
| "Gematria (The Killing Name)"                  | 2008       | All Hope Is Gone                               | Slipknot   | Corey Taylor                  | —                | —                   | |
| "The Heretic Anthem"                           | 2001       | Iowa                                           | Slipknot   | Corey Taylor                  | —                | —                   | Utgiven som singel 2001, tillsammans med släppet av live-versionen                                                              |
| "The Heretic Anthem (clean version)"           | 2001       | Metal Radio Sampler: 2001                      | Slipknot   | Corey Taylor                  | —                | —                   | |
| "Heretic Song (rough mix)"                     | 2001       | The Heretic Anthem                             | Slipknot   | Corey Taylor                  | —                | —                   | |
| "I Am Hated"                                   | 2001       | Iowa                                           | Slipknot   | Corey Taylor                  | —                | —                   | |
| "Iowa"                                         | 2001       | Iowa                                           | Slipknot   | Corey Taylor                  | —                | —                   | |
| "Interloper"                                   | 1998       | Slipknot Demo                                  | Slipknot   | Corey Taylor                  | —                | —                   | |
| "Killers are Quiet"                            | 1996       | Mate. Feed. Kill. Repeat.                      | Slipknot   | Anders Colsefni               | —                | —                   | |
| "Left Behind"                                  | 2001       | Iowa                                           | Slipknot   | Corey Taylor                  | 24               | 30                  | Utgiven som singel 2001 |
| "Left Behind (Single Version)"                 | 2001       | Left Behind                                    | Slipknot   | Corey Taylor                  | —                | —                   | |
| "Liberate"                                     | 1999       | Slipknot                                       | Slipknot   | Corey Taylor                  | —                | —                   | |
| "My Plague"                                    | 2001       | Iowa                                           | Slipknot   | Corey Taylor                  | 43               | —                   | Utgiven som singel 2002 |
| "My Plague (New Abuse Mix)"                    | 2002       | My Plague                                      | Slipknot   | Corey Taylor                  | —                | —                   | |
| "Metabolic"                                    | 2001       | Iowa                                           | Slipknot   | Corey Taylor                  | —                | —                   | |
| "Me Inside"                                    | 1999       | Slipknot                                       | Slipknot   | Corey Taylor                  | —                | —                   | Ersatte "Purity" och "Frail Limb Nursery" på den andra utgåvan av Slipknot.                                                     |
| "The Nameless"                                 | 2004       | Vol. 3: (The Subliminal Verses)                | Slipknot   | Corey Taylor                  | —                | 25                  | Utgiven som live-singel 2005 |
| "New Abortion"                                 | 2001       | Iowa                                           | Slipknot   | Corey Taylor                  | —                | —                   | |
| "No Life"                                      | 1999       | Slipknot                                       | Slipknot   | Corey Taylor                  | —                | —                   | |
| "Only One"                                     | 1996, 1999 | Mate. Feed. Kill. Repeat., Slipknot            | Slipknot   | Anders Colsefni, Corey Taylor | —                | —                   | |
| "Opium of the People"                          | 2004       | Vol. 3: (The Subliminal Verses)                | Slipknot   | Corey Taylor                  | —                | —                   | |
| "Pain"                                         | 2001       | Iowa                                           | Slipknot   | Corey Taylor                  | —                | —                   | |
| "People = Shit"                                | 2001       | Iowa                                           | Slipknot   | Corey Taylor                  | —                | —                   | |
| "Prelude 3.0"                                  | 2004       | Vol. 3: (The Subliminal Verses)                | Slipknot   | Corey Taylor                  | —                | —                   | |
| "Prosthetics"                                  | 1999       | Slipknot                                       | Slipknot   | Corey Taylor                  | —                | —                   | |
| "Psychosocial"                                 | 2008       | All Hope Is Gone                               | Slipknot   | Corey Taylor                  | 67               | 7                   | Utgiven som singel 2008 |
| "Pulse of the Maggots"                         | 2004       | Vol. 3: (The Subliminal Verses)                | Slipknot   | Corey Taylor                  | —                | —                   | |
| "Purity"                                       | 1999       | Slipknot                                       | Slipknot   | Corey Taylor                  | —                | —                   | Borttagen från den första utgåvan av Slipknot p.g.a. upphovsrättsintrång. Återvände på Slipknot: 10th Anniversary Edition 2009. |
| "Scream"                                       | 2005       | Vermilion                                      | Slipknot   | Corey Taylor                  | —                | —                   | |
| "Scream (duo-shift mix)"                       | 2007       | The Blister Exists                             | Slipknot   | Corey Taylor                  | —                | —                   | |
| "Scissors"                                     | 1999       | Slipknot                                       | Slipknot   | Corey Taylor                  | —                | —                   | |
| "Skin Ticket"                                  | 2001       | Iowa                                           | Slipknot   | Corey Taylor                  | —                | —                   | |
| "Slipknot"                                     | 1996       | Mate. Feed. Kill. Repeat.                      | Slipknot   | Anders Colsefni               | —                | —                   | |
| "The Shape"                                    | 2001       | Iowa                                           | Slipknot   | Corey Taylor                  | —                | —                   | |
| "Snap"                                         | 1998       | Slipknot Demo                                  | Slipknot   | Corey Taylor                  | —                | —                   | Medverkade på soundtracket till Freddy vs. Jason                                                                                |
| "Snuff"                                        | 2008       | All Hope Is Gone                               | Slipknot   | Corey Taylor                  | —                | 4                   | Utgiven som singel 2009 |
| "Some Feel"                                    | 1996       | Mate. Feed. Kill. Repeat.                      | Slipknot   | Anders Colsefni               | —                | —                   | |
| "Spit It Out"                                  | 1998, 1999 | Slipknot Demo, Slipknot                        | Slipknot   | Corey Taylor                  | 28               | —                   | Utgiven som singel 2000 |
| "Spit It Out (Hyper Version)"                  | 1999       | Slipknot                                       | Slipknot   | Corey Taylor                  | —                | —                   | |
| "Spit It Out (Overcaffeinated hyper version)"  | 2000       | Wait and Bleed                                 | Slipknot   | Corey Taylor                  | —                | —                   | |
| "Sulfur"                                       | 2008       | All Hope Is Gone                               | Slipknot   | Corey Taylor                  | —                | 18                  | Utgiven som singel 2009 |
| "Sulfur (Chris Lord-Alge mix)"                 | 2009       | Sulfur                                         | Slipknot   | Corey Taylor                  | —                | —                   | |
| "Surfacing"                                    | 2009       | Slipknot: 10th Anniversary Edition             | Slipknot   | Corey Taylor                  | —                | —                   | |
| "Surfacing (rough mix)"                        | 1999       | Slipknot                                       | Slipknot   | Corey Taylor                  | —                | —                   | |
| "Tattered and Torn"                            | 1996, 1999 | Mate. Feed. Kill. Repeat., Slipknot            | Slipknot   | Anders Colsefni, Corey Taylor | —                | —                   | |
| "This Cold Black"                              | 2008       | All Hope Is Gone                               | Slipknot   | Corey Taylor                  | —                | —                   | |
| "Three Nil"                                    | 2004       | Vol. 3: (The Subliminal Verses)                | Slipknot   | Corey Taylor                  | —                | —                   | |
| "Vendetta"                                     | 2008       | All Hope Is Gone                               | Slipknot   | Corey Taylor                  | —                | —                   | |
| "Vermilion"                                    | 2004       | Vol. 3: (The Subliminal Verses)                | Slipknot   | Corey Taylor                  | 31               | 14                  | Utgiven som singel 2004 |
| "Vermilion (single version)"                   | 2004       | Vermilion                                      | Slipknot   | Corey Taylor                  | —                | —                   | |
| "Vermilion (Terry Date mix)"                   | 2005       | Vol. 3: (The Subliminal Verses)                | Slipknot   | Corey Taylor                  | —                | —                   | |
| "Vermilion, pt. 2"                             | 2004       | Vol. 3: (The Subliminal Verses)                | Slipknot   | Corey Taylor                  | —                | —                   | Utgiven som singel 2004 |
| "Vermilion, pt. 2 (Bloodstone mix)"            | 2008       | All Hope Is Gone                               | Slipknot   | Corey Taylor                  | —                | —                   | |
| "The Virus of Life"                            | 2004       | Vol. 3: (The Subliminal Verses)                | Slipknot   | Corey Taylor                  | —                | —                   | |
| "Wait and Bleed"                               | 1998, 1999 | Slipknot Demo, Slipknot                        | Slipknot   | Corey Taylor                  | 27               | 34                  | Utgiven som singel 2000 |
| "Wait and Bleed (Callout Hook)"                | 1999       | N/A                                            | Slipknot   | Corey Taylor                  | —                | —                   | |
| "Wait and Bleed (Metal-core mix)"              | 1999       | The Nameless                                   | Slipknot   | Corey Taylor                  | —                | —                   | |
| "Wait and Bleed (Radio Edit)"                  | 1999       | Metal Radio Sampler: 1999                      | Slipknot   | Corey Taylor                  | —                | —                   | |
| "Wait and Bleed (Terry Date mix)"              | 2000       | Wait and Bleed                                 | Slipknot   | Corey Taylor                  | —                | —                   | |
| "Welcome"                                      | 2004       | Vol. 3: (The Subliminal Verses)                | Slipknot   | Corey Taylor                  | —                | —                   | |
| "Wherein Lies Continue"                        | 2008       | All Hope Is Gone                               | Slipknot   | Corey Taylor                  | —                | —                   | |